# چارلز کارمایکل مونرو
چارلز کارمایکل مونرو (انگلیسی: Sir Charles Monro; ۱۵ ژوئن ۱۸۶۰ – ۷ دسامبر ۱۹۲۹) فرد نظامی اهل بریتانیا بود. وی همچنین برندهٔ جوایزی همچون نشان حمام شده‌است.